# Giancarlo Prete

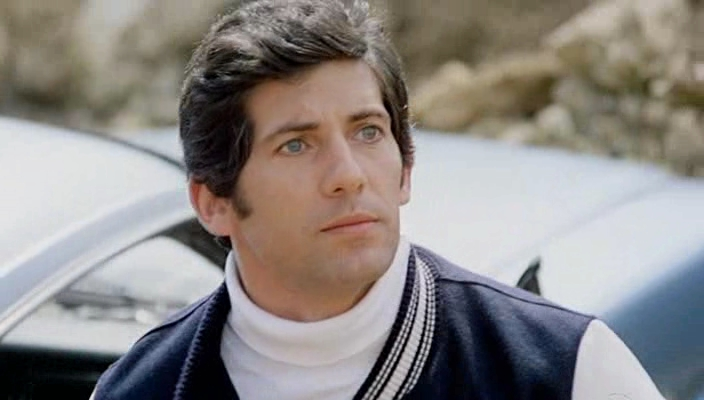
Bild des Schauspielers Prete.

Giancarlo Prete (* 5. Februar 1942 in Rom; † 9. März 2001 ebenda) war ein italienischer Schauspieler.

## Leben
Prete studierte Jura und war als Ringer im griechisch-römischen Stil aktiv. Seine physische Präsenz führte zu Angeboten als Stuntman, welche er von 1961 bis 1967 wahrnahm. Nach kurzem Schauspielstudium bei Alessandro Fersen erhielt er zunächst hauptsächlich Nebenrollen in italienischen Genrefilmen. Mit Beginn des folgenden Jahrzehntes wurden seine Rollen größer. So spielte unter anderem auch in Fernsehserien. Ab etwa 1985 war er hauptsächlich als Synchronregisseur tätig. Gelegentlich spielte er auch auf der Bühne.
Prete starb 2001 an einem Gehirntumor.
Er verwendete auch die Pseudonyme Timothy Brent und Philip Garner.

## Filmografie (Auswahl)
- 1968: Stoßtrupp ins Jenseits (El 'Che' Guevara)
- 1968: Mord auf der Via Veneto (Roma come Chicago)
- 1970: La Califfa
- 1971: Die Todesflieger (Forza 'G')
- 1971: Adios Companeros (Giù la testa… hombre)
- 1971: Der Clan, der seine Feinde lebendig einmauert (Confessione di un commissario di polizia al procuratore della repubblica)
- 1971: 1000 Dollar Kopfgeld (Il venditore di morte)
- 1972: Tedeum – Jeder Hieb ein Prankenschlag (Tedeum)
- 1972: Das Pferd kam ohne Socken (Ettore lo fusto)
- 1973: Alle für einen – Prügel für alle (Tutti per uno… botte per tutti)
- 1973: Die ehrenwerte Familie (L’onorata famiglia, uccidere è cosa nostra)
- 1974: Ein Mann schlägt zurück (Il cittadino si ribella)
- 1975: Die heißen Engel (La nottata)
- 1975: Der Tomatenkrieg (Antonio e Placido – Attenti ragazzi… chi rompe paga)
- 1977: Messalina – Kaiserin und Hure (Messalina! Messalina!)
- 1979: Midnight Blue
- 1981: The Last Jaws – Der weiße Killer (L'ultimo squalo)
- 1982: The Riffs II – Flucht aus der Bronx (Fuga dal Bronx)
- 1983: Metropolis 2000 (I nuovi barbari)
- 1983: Im Wendekreis des Söldners (Tornado)
- 1985: Der Tag des Falken (Ladyhawke)
- 1985: Der Assisi Untergrund (The Assisi Underground)
- 1985: Der Käfig (La gabbia)
- 1986: Die Klugscheißer (Asilo di polizia)
- 1989: Fashion Crimes (La morte è di moda)